# Marco Antonio Salomone
Marco Antonio Salomone (falecido em 1615) foi um prelado católico romano que serviu como bispo de Sora (1591–1608).

## Biografia
No dia 31 de julho de 1591, Marco Antonio Salomone foi nomeado Bispo de Sora durante o papado de Gregório XIV, onde serviu como bispo até à sua renúncia em 1608. Faleceu a 12 de outubro de 1615. Enquanto bispo, foi o principal co-consagrador de Jullio del Carretto, Bispo de Casale Monferrato (1594), Giulio Calvo d'Albeto, Bispo de Sora (1608), e Rodolfo Paleotti, Bispo de Imola (1611).